# Lenoir-ciklus

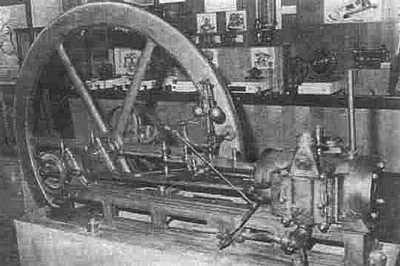
Lenoir-motor a párizsi Musée des Arts et Métiers-ben

Pulzáló sugárhajtómű működése

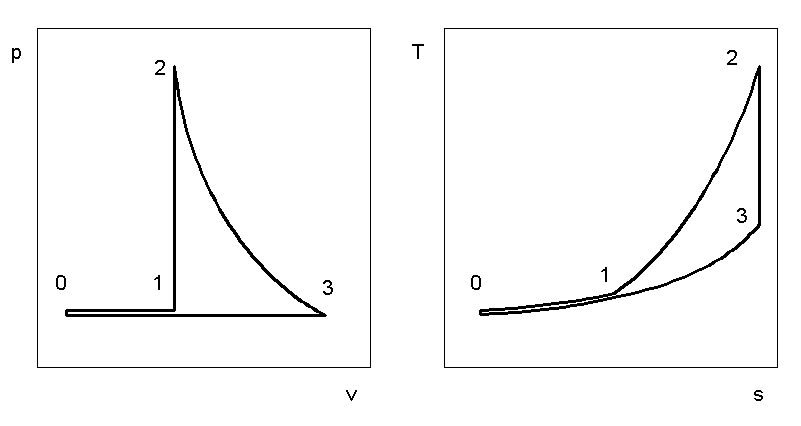
Lenoir-ciklus p-v és T-s diagramban

A Lenoir-ciklus egyike a termodinamikai körfolyamatoknak. Nevét Jean-Joseph Étienne Lenoir belga mérnökről kapta, aki az 1860-as években először készített használható belsőégésű motorokat. A dugattyús Lenoir-motor forgattyús mechanizmust hajtott. Több száz Lenoir-motor készült többek között hajók hajtására. A motor hasonlóan működött, mint későbbi fejlett társai, de az üzemanyag-levegő keveréket kompresszió nélkül égette el. Ezeknek a motoroknak a hatásfoka alacsony volt, ezért az elektromos gyújtású Otto-motorok és az öngyulladással működő dízelmotorok rövidesen kiszorították a piacról. A Lenoir-motorok munkafolyamatát modellező ciklusnak így csak történelmi jelentősége volna, ha nem használná fel ugyanezt a körfolyamatot a pulzáló sugárhajtómű, melynek a gyakorlatban megvalósított példái a második világháborús német „csodafegyvernek”, a V-1 robotrepülőgépnek a hajtóműve és a repülőgép modelleknél alkalmazott sugárhajtómű.

## A Lenoir-motor működése
A Lenoir-motor kétütemű motor, vagyis a teljes működési ciklus a forgattyús tengely egy fordulata alatt zajlik le:
- A dugattyú felső holtpontjánál kinyit a szívószelep, és ahogy a dugattyú halad lefelé, szívja be a friss levegő-tüzelőanyag keveréket (0 - 1).
- Körülbelül a löket felénél lezár a szívószelep, és szikragyújtásra meggyullad a keverék; nyomása és hőmérséklete izochor (állandó térfogatú) állapotváltozás közben megemelkedik (1 - 2).
- A löket második része alatt a forró égéstermékek izentropikus állapotváltozás során kitágulnak, csökken nyomásuk és hőmérsékletük (2 - 3).
- A alsó holtpont közelében kinyit a kipufogószelep, a nyomás izochor állapotváltozás folytán lecsökken a környezet nyomására. Ideális esetben az előző expanzió végpontjában a nyomás atmoszferikus nyomásra csökken, így gyakorlatilag elmarad ez a folyamat.
- A második löketben a dugattyú a nyitott kipufogószelepen keresztül kitolja az égéstermékeket (3 - 0).
- A felső holtpont közelében zár a kipufogószelep és kinyit a szívószelep, majd a folyamat kezdődik elölről.

## A pulzáló sugárhajtómű működése
A pulzáló sugárhajtómű igen egyszerű szerkezet. A hajtómű lényegében egy hosszú cső, melynek az elején, a légbeömlésnél egy vagy több visszacsapószelep lehetővé teszi a levegő beáramlását, visszaáramlás elől azonban a nyílást önműködően bezárja. A szelep után a cső megnövelt átmérőjű része az égéskamra, ahol az üzemanyagot befecskendezik, az meggyullad és elég. Az égés következtében a keverék hőfoka és nyomása megnő, a szelep lezár, és az égéstermékek a fúvócső felé nagy sebességgel távoznak, tolóerőt szolgáltatva. A felgyorsított égéstermék tehetetlensége ekkor nyomáscsökkenét okoz az égéstérben lecsökkentve a nyomást: megnyílik a szelep és friss levegőt szív a motor, majd a folyamat kezdődik elölről.

## A körfolyamat
A körfolyamat a fenti működés idealizált termodinamikai modellje. A körfolyamat nyomás-fajlagos térfogat (p-v) és hőmérséklet-entrópia (T-s) diagramja a mellékelt ábrákon látható. A ciklus három állapotváltozásból áll:
- 0 - 1 Állandó nyomású (izobár) állapotváltozás: szívás.
- 1 - 2 Égés állandó térfogaton (izochor állapotválozás): nő a nyomás és a hőmérséklet.
- 2 - 3 Az égéstermékek izentropikus expanziója: munkavégzés.
- 3 - 0 Állandó nyomású állapotváltozás: égéstermékek kitolása.

Az ideális körfolyamat termikus hatásfoka:
{\displaystyle \eta _{t}=1-{\frac {\kappa \left(\lambda ^{\frac {1}{\kappa }}-1\right)}{\lambda -1}}},
ahol
{\displaystyle \kappa ={\frac {c_{p}}{c_{v}}}} a gáz fajlagos hőkapacitásainak viszonya,
{\displaystyle \lambda ={\frac {p_{2}}{p_{1}}}} az égés végnyomásának és kezdőnyomásának hányadosa.

## Külső hivatkozások
- Termodinamikai körfolyamat szimulációs program Archiválva 2007. május 22-i dátummal a Wayback Machine-ben
- R.K.Rajput: A Textbook of Internal Combustion Engines